# Torneo di Viareggio 2010
Il Torneo di Viareggio 2010, sessantaduesima edizione del torneo calcistico riservato alle formazioni giovanili di squadre di tutto il mondo ed organizzato dalla CGC Viareggio, si è tenuto tra lunedì 1º e lunedì 15 febbraio 2010. Ad aggiudicarsi il torneo è stata la Juventus, al settimo titolo, che ha battuto in finale 4-2 l'Empoli.
Le 48 squadre partecipanti arrivano da 17 Paesi differenti e la maggior parte di esse, 29, dall'Italia.
Per la prima volta sono presenti i brasiliani del Grêmio; tra le altre novità c'è il ritorno dei padroni di casa del Viareggio, assenti da una decina di anni.
L'unica squadra cinese selezionata per la competizione, il Beijing Guoan, è stata esclusa per via di 3 giocatori che hanno contratto il virus H1N1; temendo un'epidemia, la cosa non ha consentito al club asiatico di uscire dal proprio paese. Al suo posto, è stata inserita in tabellone la formazione italiana del Livorno.

## Squadre partecipanti
Squadre italiane
- Atalanta
- Bari
- Bologna
- Cesena
- Cisco Roma
- Empoli
- Fiorentina
- Genoa
- Inter
- Juventus
- Lazio
- Livorno
- Mantova
- Milan
- Napoli

- Olbia
- Palermo
- Parma
- Pergocrema
- Reggina
- Roma
- Sambenedettese
- Sampdoria
- Sassuolo
- Rappresentativa Serie D
- Siena
- Torino
- Viareggio
- Vicenza

Squadre europee
- Anderlecht -
- Belasica -
- Dukla Praga -
- Jedinstvo Ub -
- Kaposvár -
- Legia Varsavia -
- Spartak Mosca -
- Ventspils -

Squadre asiatiche
- Maccabi Haifa -
- Paxtakor -

Squadre africane
- Kallon -

Squadre americane
- Leme -
- L.I.A.C. New York -
- Guadalajara -
- Guaraní -
- Grêmio -
- Nacional -
- Sol do Campo Grande -

Squadre oceaniane
- APIA Tigers -

## Formato
Fase a gironi
Le 48 squadre partecipanti sono state suddivise in due gruppi, A e B, costituiti da 6 gironi ciascuno. Le quattro squadre di ogni girone si affrontano in gare con formato all'italiana.
Si qualificano agli ottavi di finale le sei squadre prime classificate e le migliori due seconde arrivate dello stesso gruppo (A e B) in base al punteggio seguente : tre punti per ogni gara vinta, un punto per ogni gara terminata in parità.
Se al termine delle gare, in base al punteggio di classifica ottenuto, vi saranno in parità due o più squadre, sarà considerata vincente, quindi ammessa alla fase successiva, la squadra che avrà una migliore differenza reti. Se tale differenza risulterà pari, passerà alla fase successiva la squadra che avrà segnato un maggior numero di reti. In caso di ulteriore parità si procederà al sorteggio.
Dalla seconda fase in poi le squadre si incontreranno tra di loro in gara unica ad eliminazione diretta. In caso di parità al termine dei tempi regolamentari, per determinare la squadra vincente si procederà all'esecuzione dei calci di rigore.

## Fase a gironi

### Gruppo A

#### Girone 1
| Squadra        | P.ti | G | V | P | S | GF | GS | DR  |
| -------------- | ---- | - | - | - | - | -- | -- | --- |
| Juventus       | 9    | 3 | 3 | 0 | 0 | 11 | 0  | +11 |
| Legia Varsavia | 4    | 3 | 1 | 1 | 1 | 5  | 5  | 0   |
| Vicenza        | 3    | 3 | 1 | 0 | 2 | 5  | 10 | -5  |
| Livorno        | 1    | 3 | 0 | 1 | 2 | 3  | 9  | -6  |

| Arbitro: | Rocchi (Firenze) |

|                                      |           |  |
| Immobile 1’ 44’ (rig.) Alcibiade 82’ | Marcatori |  |

| Arbitro: | Rugini (Siena) |

|                                      |           |                              |
| Bianconi 7’ 34’ Zichi 14’ Pomiro 82’ | Marcatori | 70’ (rig.) Lignani 85’ Randi |

| Arbitro: | Verdenelli (Foligno) |

|                                               |           |  |
| Belcastro 7’ 53’ Immobile 30’ Fischnaller 73’ | Marcatori |  |

| Arbitro: | Quitadamo (Modena) |

|                     |           |            |
| Banasiak 45’ (rig.) | Marcatori | 19’ Oussou |

| Arbitro: | Losito (Pesaro) |

|                                                  |           |  |
| Fischnaller 41’ Libertazzi 76’ 79’ Belcastro 80’ | Marcatori |  |

| Arbitro: | Martinelli (Roma 2) |

|                                         |           |          |
| Zbozien 30’ Banasiak 63’ Efir 81’ 90+1’ | Marcatori | 5’ Zichi |

#### Girone 2
| Squadra          | P.ti | G | V | P | S | GF | GS | DR  |
| ---------------- | ---- | - | - | - | - | -- | -- | --- |
| Inter            | 9    | 3 | 3 | 0 | 0 | 9  | 0  | +9  |
| Rappres. Serie D | 6    | 3 | 2 | 0 | 1 | 8  | 1  | +7  |
| APIA Tigers      | 3    | 3 | 1 | 0 | 2 | 3  | 9  | -6  |
| Jedinstvo Ub     | 0    | 3 | 0 | 0 | 3 | 2  | 12 | -10 |

| Arbitro: | Manganiello (Pinerolo) |

|                                                    |           |  |
| Alletto 1’ D'Angelo 20’ (rig.) Chimenti 88’ (rig.) | Marcatori |  |

| Arbitro: | Berti (Prato) |

|                                               |           |  |
| Obi 20’ Beretta 46’ Stevanović 56’ Alibec 75’ | Marcatori |  |

| Arbitro: | Taioli (Cesena) |

|            |           |  |
| Destro 70’ | Marcatori |  |

| Arbitro: | Vitulano (Livorno) |

|                            |           |                                           |
| Lobb 12’ (aut.) Cancar 32’ | Marcatori | 63’ Sanderson 83’ McConaghy 90+1’ Vitucci |

| Arbitro: | Marini (Roma 1) |

|  |           |                                                     |
|  | Marcatori | 25’ Tirelli 50’ 54’ D'Angelo 81’ Vaccaro 89’ Failla |

| Arbitro: | Rizzo (Siena) |

|                                                           |           |  |
| Alibec 13’ 47’ (rig.) Stevanović 17’ (rig.) Tremolada 49’ | Marcatori |  |

#### Girone 3
| Squadra           | P.ti | G | V | P | S | GF | GS | DR |
| ----------------- | ---- | - | - | - | - | -- | -- | -- |
| Torino            | 9    | 3 | 3 | 0 | 0 | 7  | 1  | +6 |
| Maccabi Haifa     | 4    | 3 | 1 | 1 | 1 | 5  | 6  | -1 |
| Bologna           | 4    | 3 | 1 | 1 | 1 | 2  | 3  | -1 |
| L.I.A.C. New York | 0    | 3 | 0 | 0 | 3 | 3  | 7  | -4 |

| Arbitro: | Martire (Grosseto) |

|                                   |           |              |
| Comi 14’ (rig.) 70’ Benedetti 50’ | Marcatori | 63’ Aburokem |

| Arbitro: | Lucchesi (Lucca) |

|             |           |  |
| Nazzani 85’ | Marcatori |  |

| Arbitro: | Ghersini (Genova) |

|                      |           |  |
| Suciu 28’ (rig.) 42’ | Marcatori |  |

| Arbitro: | Berti (Prato) |

|                                             |           |                          |
| Israel 46’ Hasib 65’ Debenedetto 71’ (aut.) | Marcatori | 44’ Sorbara 78’ Desantis |

| Arbitro: | Della Valle (Albenga) |

|                |           |  |
| Comi -’ (rig.) | Marcatori |  |

| Arbitro: | Spinelli (Roma) |

|            |           |            |
| Israel 54’ | Marcatori | 31’ Pirani |

#### Girone 4
| Squadra   | P.ti | G | V | P | S | GF | GS | DR |
| --------- | ---- | - | - | - | - | -- | -- | -- |
| Nacional  | 6    | 3 | 2 | 0 | 1 | 4  | 2  | +2 |
| Siena     | 5    | 3 | 1 | 2 | 0 | 2  | 0  | +2 |
| Grêmio    | 4    | 3 | 1 | 1 | 1 | 3  | 2  | +1 |
| Sampdoria | 1    | 3 | 0 | 1 | 2 | 1  | 6  | -5 |

| Arbitro: | Battistino (Torino) |

|              |           |                                        |
| Šćepović 42’ | Marcatori | 8’ Fogaca 79’ (rig.) Pessalli 90’ Stum |

| Arbitro: | Granci (Città di Castello) |

|                          |           |  |
| Calamai 7’ Giannetti 71’ | Marcatori |  |

| Arbitro: | Frizza (Perugia) |

|              |           |               |
| Šćepović 78’ | Marcatori | 42’ Giannetti |

| Arbitro: | Prestia (Genova) |

|  |           |                   |
|  | Marcatori | 88’ Rojas Peralta |

| Arbitro: | Bichisecchi (Livorno) |

|                        |           |  |
| Rabiu 30’ Šćepović 33’ | Marcatori |  |

Partita sospesa alla fine del primo tempo sul punteggio di 2-0 a causa di un principio di assideramento del portiere del Club Nacional, Nunez, e del giocatore della Sampdoria, Regini; altri tre giocatori doriani si sentirono male subito dopo la sospensione, Obiang, Rizzo e Muratore. La partita era stata riprogrammata per il giorno seguente, 6 febbraio alle 15:00 presso lo stadio Benelli di Lido di Camaiore, e doveva ricominciare dal 1', ma la Sampdoria, ormai di fatto già eliminata dal pareggio 0-0 del Gremio contro il Siena, decise di non presentarsi e di ritirarsi dal torneo dando la vittoria a tavolino per 0-3 al Club Nacional.
| Siena 5 febbraio 2010, ore 15:00 1ª giornata | Grêmio          | 0 – 0 referto | Siena | Campo B. Ceccarelli\| Arbitro: \| Brodo (Viterbo) \| |
| Arbitro:                                     | Brodo (Viterbo) |               |       |                                                      |

#### Girone 5
| Squadra  | P.ti | G | V | P | S | GF | GS | DR  |
| -------- | ---- | - | - | - | - | -- | -- | --- |
| Empoli   | 9    | 3 | 3 | 0 | 0 | 14 | 2  | +12 |
| Mantova  | 4    | 3 | 1 | 1 | 1 | 4  | 2  | +2  |
| Kaposvár | 4    | 3 | 1 | 1 | 1 | 6  | 5  | +1  |
| Olbia    | 0    | 3 | 0 | 0 | 3 | 0  | 15 | -15 |

| Arbitro: | Reni (Pistoia) |

|                                       |           |  |
| Faccini 5’ 30’ Varrucciu 90+2’ (aut.) | Marcatori |  |

| Arbitro: | Pelagotti (Arezzo) |

|                                                 |           |                        |
| Saponara 25’ Dumitru 68’ (rig.) 70’ Tonelli 75’ | Marcatori | 20’ Farcas 90+2’ Vabas |

| Arbitro: | Bottegoni (Terni) |

|                |           |  |
| Shekiladze 12’ | Marcatori |  |

| Arbitro: | Pinzone (Genova) |

|                                          |           |  |
| Kucko 17’ Major 56’ Rittinger 76’ (rig.) | Marcatori |  |

| Arbitro: | Diomaiuta (Albano Laziale) |

|                                                                                         |           |  |
| Shekiladze 15’ 23’ Castellani 19’ 44’ 80’ Pucciarelli 40’ 56’ Brugman 65’ Alderotti 86’ | Marcatori |  |

| Arbitro: | Pannacci (Gubbio) |

|                         |           |            |
| Rocchiccioli 38’ (aut.) | Marcatori | 29’ Pompeu |

#### Girone 6
| Squadra       | P.ti | G | V | P | S | GF | GS | DR |
| ------------- | ---- | - | - | - | - | -- | -- | -- |
| Palermo       | 7    | 3 | 2 | 1 | 0 | 7  | 0  | +7 |
| Sassuolo      | 6    | 3 | 2 | 0 | 1 | 4  | 7  | -3 |
| Pergocrema    | 3    | 3 | 1 | 0 | 2 | 3  | 6  | -3 |
| Spartak Mosca | 1    | 3 | 0 | 1 | 2 | 1  | 2  | -1 |

| Arbitro: | Pinzone (Genova) |

|                                        |           |             |
| Falcinelli 15’ Jirasek 20’ Bellani 41’ | Marcatori | 49’ Bertoli |

| Pistoia 1º febbraio 2010, ore 17:00 1ª giornata | Palermo              | 0 – 0 referto | Spartak Mosca | Stadio Marcello Melani\| Arbitro: \| Raspollini (Livorno) \| |
| Arbitro:                                        | Raspollini (Livorno) |               |               |                                                              |

| Arbitro: | Pannacci (Gubbio) |

|             |           |                          |
| Malyaka 40’ | Marcatori | 47’ Pezzotta 90’ Vezzoli |

| Arbitro: | Paolini (Ascoli Piceno) |

|                                                                          |           |  |
| Laribi 23’ Giovio 25’ Cappelletti 35’ Mbakogu 59’ (rig.), 65’ Giovio 90’ | Marcatori |  |

| Arbitro: | Quitadamo (Modena) |

|            |           |  |
| Giovio 30’ | Marcatori |  |

| Arbitro: | Colarossi (Roma 2) |

|  |           |                |
|  | Marcatori | 21’ Falcinelli |

### Gruppo B

#### Girone 7
| Squadra        | P.ti | G | V | P | S | GF | GS | DR |
| -------------- | ---- | - | - | - | - | -- | -- | -- |
| Fiorentina     | 7    | 3 | 2 | 1 | 0 | 6  | 1  | +5 |
| Cesena         | 7    | 3 | 2 | 1 | 0 | 5  | 2  | +3 |
| Sambenedettese | 3    | 3 | 1 | 0 | 2 | 2  | 6  | -4 |
| Belasica       | 0    | 3 | 0 | 0 | 3 | 0  | 4  | -4 |

| Arbitro: | Reni (Pistoia) |

|                           |           |  |
| Acosty 59’ Di Tacchio 75’ | Marcatori |  |

| Arbitro: | Sambi (Ravenna) |

|                           |           |           |
| Gavoci 20’ 40’ Djuric 30’ | Marcatori | 55’ Guidi |

| Arbitro: | Pellegrini (Roma 2) |

|            |           |            |
| Acosty 24’ | Marcatori | 48’ Gavoci |

| Arbitro: | Fracassi (Campobasso) |

|  |           |             |
|  | Marcatori | 18’ Carioti |

| Arbitro: | Pelagatti (Arezzo) |

|  |           |           |
|  | Marcatori | 73’ Ferri |

| Arbitro: | Reni (Pistoia) |

|                                       |           |  |
| Di Tacchio 35’ Nencioli 45’ Agyei 60’ | Marcatori |  |

#### Girone 8
| Squadra    | P.ti | G | V | P | S | GF | GS | DR |
| ---------- | ---- | - | - | - | - | -- | -- | -- |
| Reggina    | 9    | 3 | 3 | 0 | 0 | 5  | 1  | +4 |
| Roma       | 6    | 3 | 2 | 0 | 1 | 10 | 5  | +5 |
| Cisco Roma | 3    | 3 | 1 | 0 | 2 | 4  | 6  | -2 |
| Ventspils  | 0    | 3 | 0 | 0 | 3 | 2  | 9  | -7 |

| Arbitro: | Bichisecchi (Livorno) |

|                                                     |           |                             |
| Antei 24’ Scardina 45’ Pettinari 71’ (rig.) 87’ 90’ | Marcatori | 6’ Vishnjakovs 72’ Ignatans |

| Arbitro: | Lazzeri (Arezzo) |

|                      |           |  |
| Ahmadi 63’ Viola 81’ | Marcatori |  |

| Arbitro: | Raspollini (Livorno) |

|                      |           |               |
| Pettinari 83’ (rig.) | Marcatori | 57’ 80’ Viola |

| Arbitro: | Marchesini (Legnano) |

|  |           |                                        |
|  | Marcatori | 4’ Pradisi 55’ Morbidelli 88’ Cardillo |

| Arbitro: | Lertua (Tivoli) |

|                                                          |           |              |
| Sciarra 45’ Cardillo 70’ (aut.) Scardina 86’ Montini 92’ | Marcatori | 59’ Cardillo |

| Arbitro: | Martire (Grosseto) |

|  |           |             |
|  | Marcatori | 1’ Forgione |

#### Girone 9
| Squadra   | P.ti | G | V | P | S | GF | GS | DR  |
| --------- | ---- | - | - | - | - | -- | -- | --- |
| Milan     | 6    | 3 | 2 | 0 | 1 | 11 | 3  | +8  |
| Guaraní   | 6    | 3 | 2 | 0 | 1 | 7  | 5  | +2  |
| Leme FC   | 6    | 3 | 2 | 0 | 1 | 6  | 6  | 0   |
| Viareggio | 0    | 3 | 0 | 0 | 3 | 1  | 11 | -10 |

| Arbitro: | Ghellere (Parma) |

|                                          |           |  |
| Beretta 20’ 47’ 56’ Pedrocchi 42’ (rig.) | Marcatori |  |

| Arbitro: | Giovani (Grosseto) |

|                  |           |               |
| Arollano 55’ 87’ | Marcatori | 86’ Bianchini |

| Arbitro: | Rossi (Rovigo) |

|                         |           |                            |
| Amaral 17’ 25’ Eder 85’ | Marcatori | 15’ Santa Cruz 50’ Limenza |

| Arbitro: | Corbino (Alessandria) |

|                                                    |           |  |
| Oduamadi 12’ 75’ Pedrocchi 15’ Beretta 34’ 38’ 70’ | Marcatori |  |

| Arbitro: | Frizza (Perugia) |

|                            |           |  |
| Amaral 20’ 45’ Everton 65’ | Marcatori |  |

| Arbitro: | Ghersini (Genova) |

|            |           |                                          |
| Merkel 22’ | Marcatori | 13’ Benitez J. 31’ Santacruz 89’ Limenza |

#### Girone 10
| Squadra             | P.ti | G | V | P | S | GF | GS | DR |
| ------------------- | ---- | - | - | - | - | -- | -- | -- |
| Genoa               | 9    | 3 | 3 | 0 | 0 | 5  | 1  | +4 |
| Bari                | 6    | 3 | 2 | 0 | 1 | 6  | 4  | +2 |
| Dukla Praga         | 3    | 3 | 1 | 0 | 2 | 6  | 5  | +1 |
| Sol do Campo Grande | 0    | 3 | 0 | 0 | 3 | 4  | 11 | -7 |

| Arbitro: | Pierantoni (Ancona) |

|                                   |           |  |
| Chinellato 45’ Polenta 65’ (rig.) | Marcatori |  |

| Arbitro: | Rizzo (Siena) |

|                               |           |                          |
| Galano 20’ 85’ Pisani 30’ 35’ | Marcatori | 46’ Joel 88’ Ivan Aguero |

| Arbitro: | Petroni (Roma 1) |

|                                           |           |                 |
| Hanousek 18’ 43’ Riha 38’ 65’ Sklenar 90’ | Marcatori | 70’ Juan Aguero |

| Arbitro: | Sacchi (Macerata) |

|            |           |  |
| Boakye 80’ | Marcatori |  |

| Arbitro: | Lazzeri (Arezzo) |

|             |           |                        |
| Sklenar 55’ | Marcatori | 51’ Bellomo 74’ Pisani |

| Arbitro: | Lanza (Nichelino) |

|                          |           |            |
| Miracoli 47’ Aleksić 88’ | Marcatori | 56’ Franco |

#### Girone 11
| Squadra    | P.ti | G | V | P | S | GF | GS | DR |
| ---------- | ---- | - | - | - | - | -- | -- | -- |
| Atalanta   | 7    | 3 | 2 | 1 | 0 | 4  | 2  | +2 |
| Lazio      | 4    | 3 | 1 | 1 | 1 | 3  | 1  | +2 |
| Anderlecht | 4    | 3 | 1 | 1 | 1 | 5  | 5  | 0  |
| Paxtakor   | 1    | 3 | 0 | 1 | 2 | 3  | 6  | -4 |

| Arbitro: | Morreale (Roma) |

|                                        |           |                            |
| Gavazzeni 13’ Gabbiadini 76’ Gatto 83’ | Marcatori | 58’ Badibanga 88’ Kabasele |

| Arbitro: | Trasarti (Teramo) |

|                               |           |  |
| Cavalieri 9’ Di Mario 31’ 56’ | Marcatori |  |

| Tivoli 4 febbraio 2010, ore 15:00 2ª giornata | Atalanta               | 0 – 0 referto | Lazio | Campo Ripoli\| Arbitro: \| Assisi (Vibo Valentia) \| |
| Arbitro:                                      | Assisi (Vibo Valentia) |               |       |                                                      |

| Arbitro: | Valente (Roma 1) |

|                                  |           |                |
| Badibanga 44’ (rig.) Sterckx 82’ | Marcatori | 32’ 38’ Azizov |

| Arbitro: | Verdenelli (Foligno) |

|                  |           |  |
| Kozak 14’ (aut.) | Marcatori |  |

| Arbitro: | Pierantoni (Ancona) |

|  |           |             |
|  | Marcatori | 38’ Crommen |

#### Girone 12
| Squadra     | P.ti | G | V | P | S | GF | GS | DR |
| ----------- | ---- | - | - | - | - | -- | -- | -- |
| Napoli      | 7    | 3 | 2 | 1 | 0 | 6  | 3  | +3 |
| Parma       | 6    | 3 | 2 | 0 | 1 | 4  | 4  | 0  |
| Guadalajara | 4    | 3 | 1 | 1 | 1 | 5  | 2  | +3 |
| Kallon      | 0    | 3 | 0 | 0 | 3 | 4  | 10 | -6 |

| Arbitro: | Gosti (Perugia) |

|                                          |           |                           |
| Maiello 10’ Insigne 26’ (rig.) Ciano 43’ | Marcatori | 21’ Bangura 36’ Kamara A. |

| Arbitro: | Baldicchi (Città di Castello) |

|                   |           |  |
| Galassi 1’ (rig.) | Marcatori |  |

| Arbitro: | Chiffi (Padova) |

|                         |           |  |
| Insigne 31’ Maiello 79’ | Marcatori |  |

| Arbitro: | Cocciolo (Roma 2) |

|  |           |                                                                           |
|  | Marcatori | 50’ (rig.) 62’ Mischel Vazquez 53’ Abraham Coronado 66’ (rig.) Yorce Mora |

| Arbitro: | Giovani (Grosseto) |

|              |           |             |
| Varriale 46’ | Marcatori | 65’ Vazquez |

| Arbitro: | Battistino (Torino) |

|                                 |           |                                       |
| Bangura M. 8’ (rig.) 70’ (rig.) | Marcatori | 76’ Konate 90’ Vinicius 90+2’ Ogliari |

## Fase a eliminazione diretta
|  | Ottavi di finale | Ottavi di finale | Ottavi di finale |               |                | Quarti di finale | Quarti di finale | Quarti di finale |  |  | Semifinali | Semifinali | Semifinali |  |  | Finale | Finale | Finale |  |
|  |                  |                  |                  |               |                |                  |                  |                  |  |  |            |            |            |  |  |        |        |        |  |
|  | Napoli           | Napoli           | 1 (4)            |               |                |                  |                  |                  |  |  |            |            |            |  |  |        |        |        |  |
|  | Napoli           | Napoli           | 1 (4)            |               |                |                  |                  |                  |  |  |            |            |            |  |  |        |        |        |  |
|  | Sassuolo (dtr)   | Sassuolo (dtr)   | 1 (5)            |               |                |                  |                  |                  |  |  |            |            |            |  |  |        |        |        |  |
|  | Sassuolo (dtr)   | Sassuolo (dtr)   | 1 (5)            |               | Sassuolo       | Sassuolo         | 0                |                  |  |  |            |            |            |  |  |        |        |        |  |
|  |                  |                  |                  |               | Sassuolo       | Sassuolo         | 0                |                  |  |  |            |            |            |  |  |        |        |        |  |
|  |                  |                  | Juventus         | Juventus      | 1              |                  |                  |                  |  |  |            |            |            |  |  |        |        |        |  |
|  | Juventus         | Juventus         | Juventus         | Juventus      | 1              | 3                |                  |                  |  |  |            |            |            |  |  |        |        |        |  |
|  | Juventus         | Juventus         |                  |               |                |                  |                  |                  |  |  |            |            |            |  |  |        |        |        |  |
|  | Cesena           | Cesena           | 1                |               |                |                  |                  |                  |  |  |            |            |            |  |  |        |        |        |  |
|  | Cesena           | Cesena           | 1                |               | Juventus       | Juventus         | 2                |                  |  |  |            |            |            |  |  |        |        |        |  |
|  |                  |                  |                  |               |                |                  |                  |                  |  |  |            |            |            |  |  |        |        |        |  |
|  |                  |                  | Atalanta         | Atalanta      | 0              |                  |                  |                  |  |  |            |            |            |  |  |        |        |        |  |
|  | Inter            | Inter            | Atalanta         | Atalanta      | 0              | 0 (3)            |                  |                  |  |  |            |            |            |  |  |        |        |        |  |
|  | Inter            | Inter            |                  |               |                |                  |                  |                  |  |  |            |            |            |  |  |        |        |        |  |
|  | Atalanta (dtr)   | Atalanta (dtr)   | 0 (5)            |               |                |                  |                  |                  |  |  |            |            |            |  |  |        |        |        |  |
|  | Atalanta (dtr)   | Atalanta (dtr)   | 0 (5)            |               | Atalanta (dts) | Atalanta (dts)   | 1                |                  |  |  |            |            |            |  |  |        |        |        |  |
|  |                  |                  |                  |               | Atalanta (dts) | Atalanta (dts)   | 1                |                  |  |  |            |            |            |  |  |        |        |        |  |
|  |                  |                  | Palermo          | Palermo       | 0              |                  |                  |                  |  |  |            |            |            |  |  |        |        |        |  |
|  | Reggina          | Reggina          | Palermo          | Palermo       | 0              | 1 (4)            |                  |                  |  |  |            |            |            |  |  |        |        |        |  |
|  | Reggina          | Reggina          |                  |               |                |                  |                  |                  |  |  |            |            |            |  |  |        |        |        |  |
|  | Palermo (dtr)    | Palermo (dtr)    | 1 (5)            |               |                |                  |                  |                  |  |  |            |            |            |  |  |        |        |        |  |
|  | Palermo (dtr)    | Palermo (dtr)    | 1 (5)            |               | Juventus       | Juventus         | 4                |                  |  |  |            |            |            |  |  |        |        |        |  |
|  |                  |                  |                  |               |                |                  |                  |                  |  |  |            |            |            |  |  |        |        |        |  |
|  |                  |                  | Empoli           | Empoli        | 2              |                  |                  |                  |  |  |            |            |            |  |  |        |        |        |  |
|  | Torino           | Torino           | Empoli           | Empoli        | 2              | 1                |                  |                  |  |  |            |            |            |  |  |        |        |        |  |
|  | Torino           | Torino           |                  |               |                |                  |                  |                  |  |  |            |            |            |  |  |        |        |        |  |
|  | Milan            | Milan            | 0                |               |                |                  |                  |                  |  |  |            |            |            |  |  |        |        |        |  |
|  | Milan            | Milan            | 0                |               | Torino         | Torino           | 0 (1)            |                  |  |  |            |            |            |  |  |        |        |        |  |
|  |                  |                  |                  |               | Torino         | Torino           | 0 (1)            |                  |  |  |            |            |            |  |  |        |        |        |  |
|  |                  |                  | Serie D (dtr)    | Serie D (dtr) | 0 (3)          |                  |                  |                  |  |  |            |            |            |  |  |        |        |        |  |
|  | Genoa            | Genoa            | Serie D (dtr)    | Serie D (dtr) | 0 (3)          | 1                |                  |                  |  |  |            |            |            |  |  |        |        |        |  |
|  | Genoa            | Genoa            |                  |               |                |                  |                  |                  |  |  |            |            |            |  |  |        |        |        |  |
|  | Serie D          | Serie D          | 2                |               |                |                  |                  |                  |  |  |            |            |            |  |  |        |        |        |  |
|  | Serie D          | Serie D          | 2                |               | Serie D        | Serie D          | 0 (2)            |                  |  |  |            |            |            |  |  |        |        |        |  |
|  |                  |                  |                  |               |                |                  |                  |                  |  |  |            |            |            |  |  |        |        |        |  |
|  |                  |                  | Empoli (dtr)     | Empoli (dtr)  | 0 (4)          |                  |                  |                  |  |  |            |            |            |  |  |        |        |        |  |
|  | Fiorentina (dtr) | Fiorentina (dtr) | Empoli (dtr)     | Empoli (dtr)  | 0 (4)          | 2 (5)            |                  |                  |  |  |            |            |            |  |  |        |        |        |  |
|  | Fiorentina (dtr) | Fiorentina (dtr) |                  |               |                |                  |                  |                  |  |  |            |            |            |  |  |        |        |        |  |
|  | Nacional         | Nacional         | 2 (4)            |               |                |                  |                  |                  |  |  |            |            |            |  |  |        |        |        |  |
|  | Nacional         | Nacional         | 2 (4)            |               | Fiorentina     | Fiorentina       | 1                |                  |  |  |            |            |            |  |  |        |        |        |  |
|  |                  |                  |                  |               | Fiorentina     | Fiorentina       | 1                |                  |  |  |            |            |            |  |  |        |        |        |  |
|  |                  |                  | Empoli           | Empoli        | 2              |                  |                  |                  |  |  |            |            |            |  |  |        |        |        |  |
|  | Empoli (dtr)     | Empoli (dtr)     | Empoli           | Empoli        | 2              | 0 (3)            |                  |                  |  |  |            |            |            |  |  |        |        |        |  |
|  | Empoli (dtr)     | Empoli (dtr)     |                  |               |                |                  |                  |                  |  |  |            |            |            |  |  |        |        |        |  |
|  | Roma             | Roma             | 0 (1)            |               |                |                  |                  |                  |  |  |            |            |            |  |  |        |        |        |  |

### Ottavi di finale
| Arbitro: | Bietolini (Firenze) |

|              |           |  |
| Taraschi 78’ | Marcatori |  |

| Arbitro: | Benassi (Bologna) |

|                                               |                      |                                                     |
| Corso 52’                                     | Marcatori            | 38’ Mbakogu                                         |
| Carroccio Viola Corso Cernuto Rizzo Squillace | Tiri di rigore 3 – 4 | Sposito Laribi Pitarresi Mbakogu Giovio Cappelletti |

| Arbitro: | Mangialardi (Pistoia) |

|                         |                      |                                           |
| Destro Obi Belec Donati | Tiri di rigore 3 – 5 | Koné Coulibaly Monacizzo Črnčič Villanova |

| Arbitro: | Monaco (Tivoli) |

|                             |           |               |
| Immobile 40’ 59’ 72’ (rig.) | Marcatori | 48’ Tabanelli |

| Arbitro: | Pairetto (Nichelino) |

|                |           |                       |
| Chinellato 63’ | Marcatori | 12’ Benci 90’ Tirelli |

| Arbitro: | Pasqua (Tivoli) |

|                                                    |                      |                                                             |
| Aya 33’ 43’                                        | Marcatori            | 49’ Verdun Servín 87’ Jara Martínez                         |
| Lepri Piccini Fatticcioni Di Tacchio Babacar Agyei | Tiri di rigore 5 – 4 | Almada Verdun Servín Jara Martínez D. Galeano Areco Ledesma |

| Arbitro: | Mariani (Aprilia) |

|                                     |                      |                                                     |
| Ciano 37’                           | Marcatori            | 30’ Thiam                                           |
| Ciano Diana Riccio Insigne Liccardo | Tiri di rigore 3 – 4 | Bellani Falcinelli Lodovisi Jorginho Costa Ferreira |

| Arbitro: | Fabbri (Ravenna) |

|                                   |                      |                          |
| Guitto Alderotti Lo Sicco Brugman | Tiri di rigore 3 – 1 | Citro Montini Sini Antei |

### Quarti di finale
| Arbitro: | Bolano (Livorno) |

|                |           |  |
| Gabbiadini 92’ | Marcatori |  |

| Arbitro: | Colasanti (Grosseto) |

|               |           |  |
| Belcastro 30’ | Marcatori |  |

| Arbitro: | Liotta (Lucca) |

|                                |                      |                                 |
| Giunta Ntanos Di Pietro Miello | Tiri di rigore 1 – 3 | D'Angelo Vaccaro Cantile Brotto |

| Arbitro: | Borriello (Mantova) |

|           |           |                                |
| Matos 81’ | Marcatori | 52’ Shekiladze 75’ Pucciarelli |

### Semifinali
| Arbitro: | Ostinelli (Como) |

|                              |           |  |
| Iago 39’ Immobile 58’ (rig.) | Marcatori |  |

| Arbitro: | Barbeno (Brescia) |

|                                      |                      |                                 |
| Guitto Alderotti Lo Sicco Signorelli | Tiri di rigore 4 – 2 | D'Angelo Mosca Vaccaro Verdesca |

### Finale
| Arbitro: | Tagliavento (Terni) |

| |            | |
| Immobile 19’ (rig.) 52’ 65’ Iago 58’ | Marcatori  | 73’ Tognarelli 76’ Tonelli |
| · Pinsoglio 1 · Bamba 15 · Alcibiade 5 · De Paola 6 · Crivello 3 · Giandonato 14 · Marrone 4 · 67’ Esposito 7 · Iago 24 · 90+1’ Belcastro 20 · 71’ Immobile 9 · A disposizione: · Piccolo 12 · Romano 2 · Pirrotta 8 · Giovinco 10 · Ferrero 16 · 90+1’ Libertazzi 18 · 67’ Boniperti 19 · Serino 21 · 71’ Fischnaller 23 | Formazioni | · 1 Addario · 13 Mazzanti · 5 Tonelli · 6 Alderotti · 2 Tognarelli · 4 Signorelli 56’ · 8 Lo Sicco · 14 Crafa 78’ · 10 Guitto · 11 Pucciarelli 46’ · 22 Dumitru · A disposizione: · 12 Gaffino · 3 Pupeschi · 7 Saponara 46’ · 9 Shekiladze 78’ · 15 Brugman 56’ · 16 Menegaz · 17 Bianchi · 18 Castellani · 19 Videtta |
| Bruni | Allenatori | Donati |

## Classifica marcatori
| Gol | Rigori |  | Giocatore         | Squadra  |
| --- | ------ |  | ----------------- | -------- |
| 10  | 4      |  | Ciro Immobile     | Juventus |
| 6   |        |  | Giacomo Beretta   | Milan    |
| 4   | 1      |  | Stefano Pettinari | Roma     |
| 4   |        |  | Luca Belcastro    | Juventus |